# Noctua olivacea
Noctua olivacea là một loài bướm đêm trong họ Noctuidae.